# كورنيش الفجيرة
كورنيش الفجيرة هو كورنيش الواجهة البحرية يقع في الطرف الشرقي من شارع حمد بن عبدالله في مدينة الفجيرة، إمارة الفجيرة، الإمارات العربية المتحدة، يوفر المرافق الترفيهية للمقيمين والزوار. يقع على ساحل خليج عمان في المحيط الهندي .

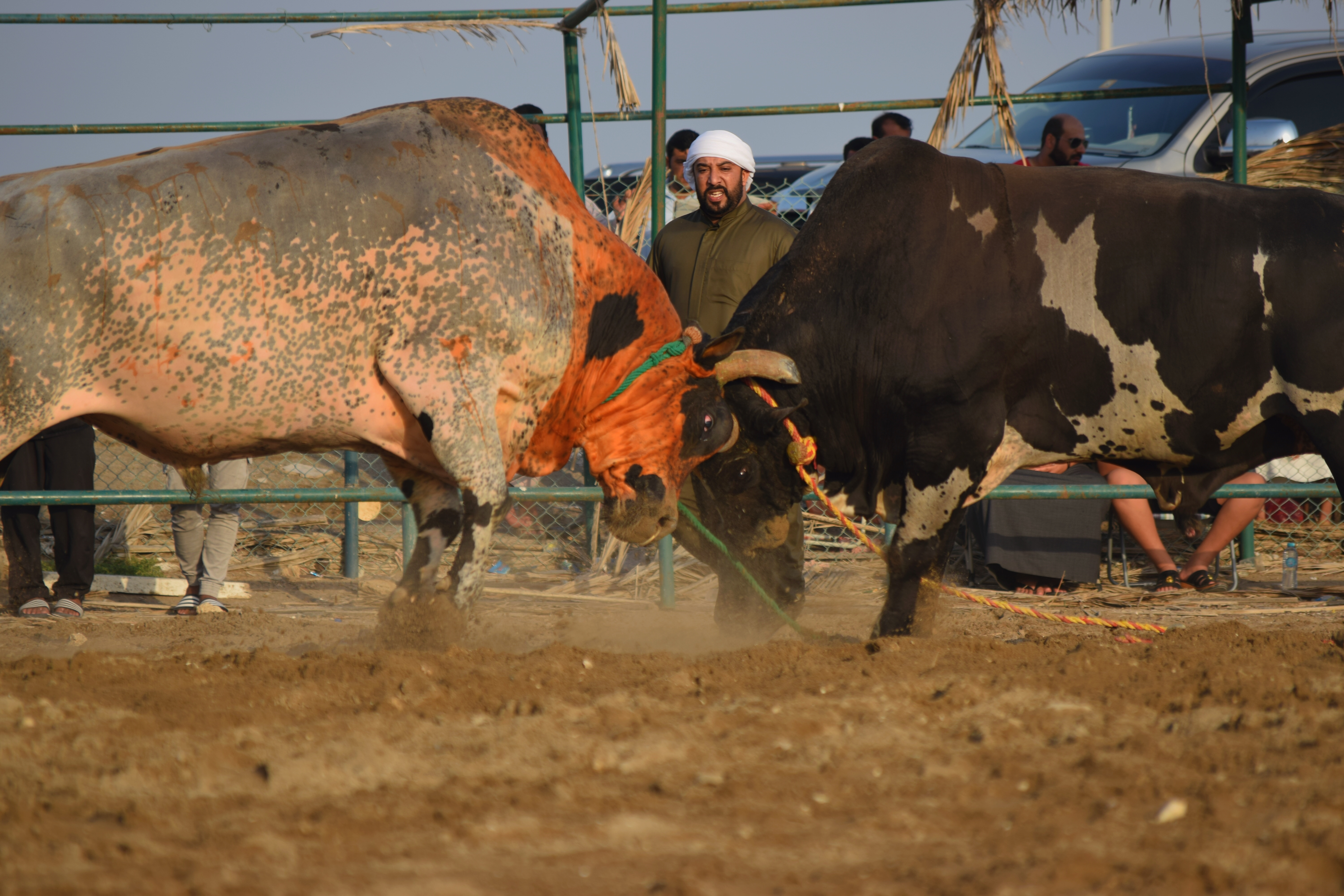
مصارعة الثيران على كورنيش الفجيرة

يمتد طريق الكورنيش على طول الواجهة البحرية للكورنيش الرئيسي. يمتد طريق الفصيل شمالاً خلف شاطئ الفجيرة. يقع نادي الفجيرة الدولي للرياضات البحرية مع مرسى لليخوت والقوارب هناك إلى الجنوب هناك موقع مصارعة الثيران.
من المعالم البارزة القريبة  دوار الدلة الذي يعكس تراث الاماراتيين وثقافتهم، ويشير إلى القهوة العربية الأصيلة التي ترمز الى اكرام الضيف والترحيب به،
كما  تم بناء  مجموعة من الفنادق والمنتجعات في كورنيش الفجيرة ، من أشهرها فندق ومنتجع البحر، وهو فندق فاخر من فئة 5 نجوم يقع على الواجهة البحرية للإمارة، و كل من فندق V الفجيرة وفندق ومنتجع الفجيرة.